# Úplatek

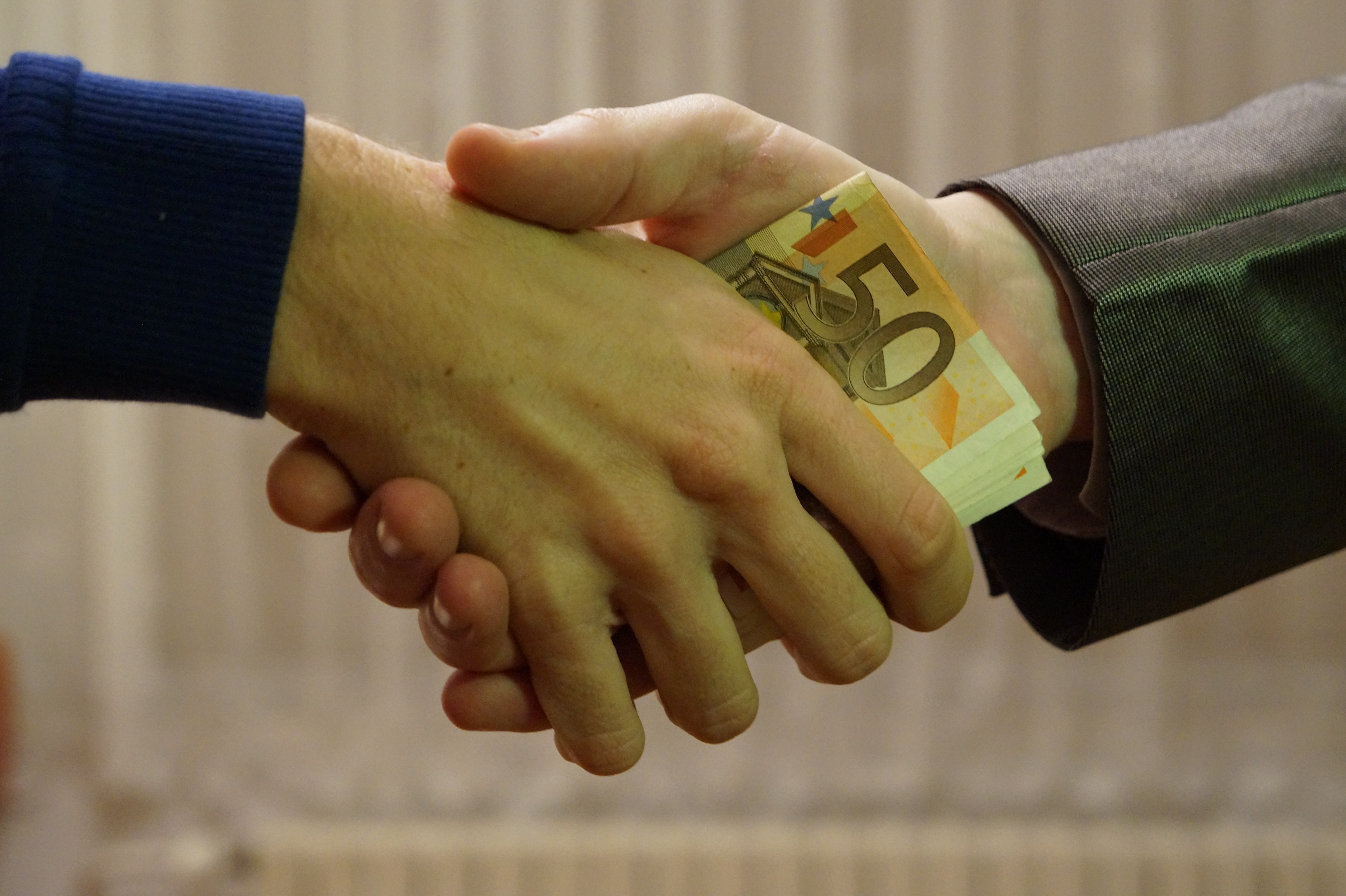
Úplatek

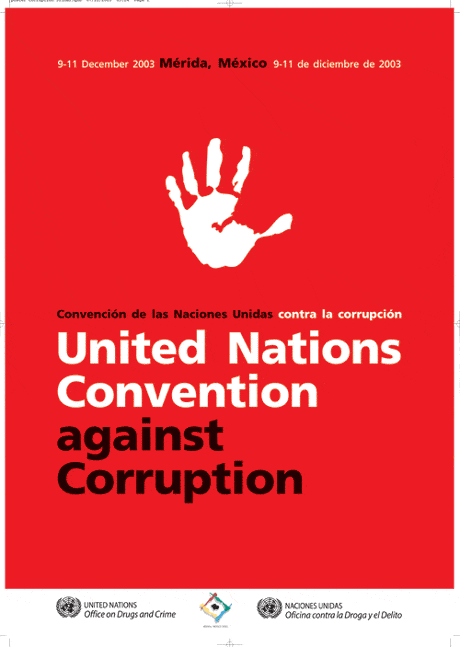
Úmluva Organizace spojených národů proti korupci

Úplatek je podle trestního zákoníku „neoprávněná výhoda spočívající v přímém majetkovém obohacení nebo jiném zvýhodnění, které se dostává nebo má dostat uplácené osobě nebo s jejím souhlasem jiné osobě, a na kterou není nárok.“

## Úplatek jako trestný čin
Trestní zákoník, Trestné činy proti pořádku ve věcech veřejných, díl 3., Úplatkářství, uvádí v souvislosti s úplatkem tyto trestné činy:
- Přijetí úplatku (§ 331) se dopouští ten, kdo sám nebo prostřednictvím jiného přijme nebo si dá slíbit úplatek (případně pro jiného), stejně tak i ten, kdo za stejných okolností úplatek žádá, a to v souvislosti
  - s obstaráváním věcí obecného zájmu nebo
  - s podnikáním vlastním nebo někoho jiného.
- Podplacení (§ 332) se dopouští ten, kdo jinému nebo pro jiného nabídne nebo slíbí úplatek, a to v souvislosti
  - s obstaráváním věcí obecného zájmu nebo
  - s podnikáním vlastním nebo někoho jiného.
- Nepřímého úplatkářství (§ 333) se dopouští, kdo
  - žádá nebo přijme úplatek za to, že bude působit (nebo už působil) na výkon pravomoci úřední osoby,
  - nebo kdo z takového důvodu úplatek poskytne, nabídne nebo slíbí.

Trestní sazba se u přijetí úplatku zvyšuje, pokud si pachatel chtěl získat velký prospěch nebo pokud to byla úřední osoba. Také trest za úplatkářství může být vyšší, pokud měl přinést velký prospěch, způsobit značnou škodu nebo pokud čin spáchal vůči úřední osobě. „Obstaráváním věcí obecného zájmu“ se pak rozumí nejen činnost orgánů veřejné moci, ale i jiná činnost, pokud jsou jí uspokojovány sociální, kulturní, materiální a jiné potřeby občanů. Na řádném a nestranném plnění takové činnosti musí mít zájem celá společnost, proto jí je i např. zpracování soudního znaleckého posudku nebo dokonce výkon funkce rozhodčího sportovního utkání.

## Úplatek akorupce
Úplatky patří mezi nejčastější formy korupce, protože oběma stranám může přinést značný, i když neoprávněný prospěch. Uplácející osoba dosáhne svého snáze nebo rychleji, kdežto uplácená osoba získá úplatek. Tento prospěch je ale obvykle na škodu státu nebo veřejné instituci – například pokud policista za úplatek neuloží pokutu. Pokud je cílem úplatku dosáhnout neoprávněného zvýhodnění vůči jiným osobám, jako například úplatek za urychlení úředního výkonu, poškozuje takové jednání druhé uchazeče. K uplácení dochází zvláště často tam, kde je o nějakou věc nebo službu nouze, pokud je úřední jednání zvlášť složité, nákladné nebo zdlouhavé a podobně.